# Yanam
Yanam (en télugu: యానాం ) es una localidad de la India, en el distrito de Yanam, territorio de Puducherry.

## Geografía
Se encuentra a una altitud de 8 m s. n. m. a 1 858 km de la capital nacional, Nueva Delhi, en la zona horaria UTC +5:30.

## Demografía
Según estimación 2010 contaba con una población de 36 200 habitantes.